# Masters de Cincinnati 1969
El Abierto de Cincinnati 1969 fue un torneo de tenis jugado sobre tierra batida. Fue la edición número 69 de este torneo. El torneo masculino formó parte del circuito  ATP. Se celebró entre el 14 de julio y el 20 de julio de 1969.

## Campeones

### Individuales masculinos
Cliff Richey vence a  Allan Stone, 6-1, 6-2.

### Dobles masculinos
Bob Lutz /  Stan Smith vencen a  Arthur Ashe /  Charlie Pasarell, 6-3, 6-4.

### Individuales femeninos
Lesley Turner vence a  Gail Chanfreau, 1-6, 7-5, 10-10.

### Dobles femeninos
Kerry Harris /  Valerie Ziegenfuss vencen a  Emilie Burrer /  Pam Richmond, 6-3, 9-7.
| Predecesor: Cincinnati 1968 | Masters de Cincinnati 1969 | Sucesor: Cincinnati 1970 |